# 麻醉學
麻醉學（英語：Anesthesiology) 是運用藥物和其他方法，來令病人对手术、医用诊断或治疗手段失去知覺的醫學科目，目的在降低甚或避免病人不适及痛苦。

## 歷史
中國在東漢時期就已經對麻醉學問有研究。相傳華佗就是第一位採用印度传来的草药进行麻醉的醫師。他利用麻沸散來減輕接病人的痛覺，然後為病人進行外科手術。又說中山狄希能造一種名為千日酒的麻醉药酒，一滴就可让人醉1000天。刘玄石求饮一杯，醉眠千日。
歐洲雖然在1800年漢弗里·戴維已經發現氧化亞氮（笑氣）有麻醉的作用，但是受限於當時醫學和宗教觀點，認為痛苦是「自然的聲音」「是生活的必要經歷」，甚至認為讓受傷患者保持一口氣需要刺激；其次當時外科醫生認為麻醉是不必要的，甚至是對他技術的侮辱，導致40年後才正式在手術中使用麻醉技術。
1804年，日本醫師華岡青洲為一位女性進行乳癌切除手術，為世界上首次進行全身麻醉的紀錄。
現代醫學首次運用麻醉技術的記錄，在1842年3月30日的美國喬治亞州杰佛遜市。克劳福德·朗醫生在幫他太太接生的過程中，首次採用了麻醉藥。
1844年，牙醫師霍勒斯·威尔士在友人協助下，接受笑氣麻醉，拔掉自己的大臼齒。
1846年，當時一名美國牙醫師威廉·莫顿，在美國波斯頓麻州總醫院，公開展示以吸入乙醚方式麻醉一名病患，完成頸部手術。

## 概況
麻醉學一般根據用藥份量而將本科分為局部麻醉學和全身麻醉學兩部份。
现代麻醉学是一门尖端技术和药物使用的试验场，许多最新技术往往应用于该学科，因为或许在很多需要救命的病人中才可以找得到愿意以死相试的病例。

## 診療內容
- 急救醫療（Aide médicale urgente/救急医療）
- 加護病房
- 疼痛管理
  - 終末期醫療（End-of-life care）

## 麻醉種類
- 全身麻醉學（general anesthesia）
- 局部麻醉學（local anesthesia）

## 外部連結
- History of Anaesthesia society （页面存档备份，存于）
- A medical student's guide to anaesthesia from a patient's perspective
- Gasnet, a comprehensive online resource on anaesthesiology
- American Society of Anaesthesiologists（页面存档备份，存于）
- Patient's guides and more anaesthesia-related information